# 鷲塚由美子
鷲塚 由美子（わしづか ゆみこ）は、岩手県出身のラジオカーリポーター、フリーアナウンサー、ラジオパーソナリティー。血液型はA型。

## 来歴
東北放送において11年にわたりラジオカーのリポーターを務め、宮城県内を巡り各地の「今」を伝えるほか、オーガニックアドバイザー・コミュニケーション講師として宮城県内で活躍。その後は地元の岩手県に戻り、2012年から2015年3月まではエフエム岩手八幡平支局員として、同年4月から2016年3月までは同社北上支局員として、同年4月から2018年3月までは同社岩泉支局員として、地域の情報を取材・発信した。

### 過去の担当番組

#### エフエム岩手
- ふるさと元気隊Tuesday『Happy八幡平』 - 火曜日12:00〜12:55（2012年 - 2015年3月／パーソナリティを主に担当）
- ふるさと元気隊Monday『北上さくら咲クラジオ』 - 月曜日15:00〜15:55（2015年4月 - 2016年3月／レポーターを主に担当）
- ふるさと元気隊Tuesday『岩泉龍泉洞FM』 - 火曜日15:00〜15:40（2016年4月 - 2018年3月／パーソナリティを主に担当）
- デイリー・エネ・パーティー - 『Posh!』内 16:10頃〜
  - ふるさと元気隊各支局が日替わりで登場するコーナー。基本的に翌日の番組を紹介するので八幡平支局所属当時は月曜の登場が多かった。

#### 東北放送（TBCテレビ）
- 新・ただいまワイド

#### 東北放送（TBCラジオ）
- 鈴木俊光GoodMorning
- モーレツとも子節
- 午後はおまかせ!!漢太のウキウキラジオ
- ロジャー大葉のラジオな気分

など、TBCラジオの多くのワイド番組でラジオカーのレポーターを務めた。